# Ligne de tramway 20A
Pour les articles homonymes, voir Ligne 20.
La ligne 20A est une ancienne ligne de tramway du Groupe de Mons-Borinage de la Société nationale des chemins de fer vicinaux (SNCV) qui a fonctionné entre le 4 avril 1907 et le 31 mai 1958.

## Histoire
La ligne est mise en service le 4 avril 1907 en traction vapeur entre Mons et Harveng. L'exploitation est assurée comme pour les autres lignes vapeur du capital 127 dit des lignes du Borinage par la société anonyme des Chemins de fer vicinaux montois, elle est reprise en mains propres par la SNCV au 1er janvier 1912.
Le 1er mai 1908, elle est prolongée d'Harveng à Quévy-le-Grand,.
1936 : attribution de l'indice 20A Mons Gare - Aulnois Gare de Quévy[réf. souhaitée].
23 mai 1954 : déviation par les boulevards extérieurs à Mons (sens horaire)[réf. souhaitée].
18 mars 1956 : déviation à Mons par les boulevards extérieurs depuis la gare et par la place de Flandre la rue d'Havré et la Grand-Place vers la gare.[réf. souhaitée]
Elle est supprimée le 31 mai 1958 et remplacée par une ligne d'autobus.

## Infrastructure

### Dépôts et stations
Quévy.

## Exploitation

### Horaires
Tableaux :
- 393 en 1931[4].